# Ранський Анатолій Петрович
Ра́нський Анато́лій Петро́вич (нар. 3 лютого 1950, с. Володимирівка Приазовського району Запорізької області) — український науковець, доктор хімічних наук (2003), професор (2004), завідувач кафедри хімії та хімічної технології Вінницького національного технічного університету (2008), лауреат Міжнародного фонду Дж. Сороса (1995), дійсний член Нью-Йоркської академії наук (1993), відмінник освіти України (2020).

## Життєпис
Анатолій Петрович Ранський народився 3 лютого 1950 року в селі Володимирівка Приазовського району Запорізької області. У 1967 році закінчив середню школу в с. Ботієве Приазовського району. У 1969 році служба в Радянській армії (Чехословаччина, Центральна група військ, м. Рокитниці-в-Орлицьких-горах). В 1971 році вступив до Дніпропетровського хіміко-технологічного інституту (ДХТІ) на спеціальність «Технологія основного органічного та нафтохімічного синтезу».

## Професійна діяльність
1977-1980 — інженер Проблемної науково-дослідної лабораторії № 1 Дніпропетровського хіміко-технологічного інституту
1983 — закінчив аспірантуру ДХТІ за спеціальністю «Органічна хімія»
1985 — захист кандидатської дисертації на тему «Дослідження реакції аренальарилімінів і метилгетаренів з сіркою та ариламінами» та присвоєння наукового ступеня кандидата хімічних наук
1980-1986 — асистент кафедри неорганічної хімії ДХТІ
1986-1987 — науковий стажер кафедри органічної хімії Люблянського університету ім. Е. Карделя (Словенія)
1987-1989 — доцент кафедри неорганічної хімії ДХТІ
1989-1992 — докторант кафедри неорганічної хімії «Українського державного хіміко-технологічного університету»
1992-1995 — доцент кафедри неорганічної хімії ДВНЗ «Український державний хіміко-технологічний університет»
1995-2008 — завідувач кафедри органічної хімії ДВНЗ «Український державний хіміко-технологічний університет»
2003 — захист докторської дисертації на тему «Координаційні сполуки деяких 3d-металів з ароматичними та гетероциклічними тіоамідами» та присудження наукового ступеня доктора хімічних наук
2004 — присвоєння вченого звання професора
2008-2021 – завідувач кафедри хімії та хімічної технології Вінницького національного технічного університету
2015-2022 – професор кафедри хімії та методики викладання хімії Вінницького державного педагогічного університету ім. Михайла Коцюбинського
2022-дотепер– професор кафедри екології, хімії та технологій захисту довкілля Вінницького національного технічного університету.

## Нагороди, почесні звання та відзнаки
1993 — індивідуальний грант фонду Дж. Сороса за наукову діяльність
1993 — почесне звання дійсного члена Нью-Йорської академії наук
1995 — почесне звання лауреата Міжнародного фонду Дж. Сороса
2000 — Почесна грамота Міністерства освіти і науки України за багаторічну сумлінну працю, особистий внесок у підготовку висококваліфікованих спеціалістів для народного господарства України
2003 — Почесна грамота ДВНЗ «Українського державного хімікотехнологічного університету»
2009 — Грамота Вінницької ОДА за плідну і творчу роботу в підготовці та проведенні ІІІ етапу Всеукраїнської учнівської олімпіади з хімії
2009 — Грамота ВНТУ за значні досягнення в науково-дослідній роботі у 2008—2009 навчальному році
2010 — Грамота ВНТУ за значні досягнення в розбудові університету та з нагоди 50-річчя ВНТУ
2010 — Почесна грамота ВНТУ за багаторічну сумлінну працю у колективі університету та з нагоди 60-річчя від дня народження
2011—2012 — Грамота Вінницької ОДА за плідну і творчу роботу в підготовці та проведенні ІІІ етапу Всеукраїнської учнівської олімпіади з хімії
2012 — Подячний лист Миколаївської міської ради за активну участь у науково-практичній конференції «Шляхи забезпечення екологічної безпеки населених пунктів України»
2013 — Подяка Міністерства екології та природних ресурсів за високий професіоналізм та активну громадську позицію, гуманність, мужність, честь, розв'язання важливих проблем охорони здоров'я людини, організацію плідної співпраці з громадами, поширення екологічно сталої моделі розвитку та охорону навколишнього середовища
2015 — Подяка народного депутата України Остапа Єднака за визначні успіхи у природоохоронній діяльності та у підготовці висококваліфікованих фахівців-екологів на благо України
2015 — Грамота Державної екологічної академії післядипломної освіти та управління Міністерства екології та природних ресурсів України за активну природоохоронну діяльність та участь у організації V-го Всеукраїнського з'їзду екологів з міжнародною участю.
2020 — нагрудний знак МОН України «Відмінник освіти України»
2024 — Грамота Вінницького національного технічного університету .

## Наукова, педагогічна та навчально-методична робота
Результатом наукової та педагогічної діяльності Анатолія Петровича Ранського є понад 450 опублікованих наукових робіт, з яких 8 монографій, 13 навчальних посібники (3 — з грифом МОНУ), статті у фахових вітчизняних та зарубіжних виданнях, авторські свідоцтва СРСР та патенти України.
Професор Ранський бере активну участь у підготовці фахівців вищої кваліфікації. Під його науковим керівництвом підготовлено і захищено 8 кандидатських дисертацій та 9 магістерських робіт у різних університетах України: ДВНЗ «Український державний хіміко-технологічний університет», Вінницький національний технічний університет, Вінницький державний педагогічний університет імені Михайла Коцюбинського та Вінницький національний медичний університет імені М. І. Пирогова.
Область наукових інтересів
- Синтез та дослідження N-, О- та S-вмісних органічних речовин та реакцій їх комплексоутворення з 3d- та 4f-металами в органіних та водно-органічних розчинниках
- Розробка наукових основ ресурсо- та енергозберігаючих технологій та знешкодження екологічно небезпечних промислових відходів.

## Громадська діяльність
Анатолій Петрович був членом спеціалізованих вчених рад Д 08.078.01 і Д 08.078.03 при ДВНЗ «УДХТУ».
Професор Ранський є:
- членом редколегій науково-технічних журналів, що входять до переліку фахових видань України: «Вісник Вінницького політехнічного інституту [Архівовано 25 жовтня 2019 у Wayback Machine.]», «Наукові праці Вінницького національного технічного університету [Архівовано 25 жовтня 2019 у Wayback Machine.]», «Вісник Донецького національного університету імені Василя Стуса. Серія хімічні науки [Архівовано 21 лютого 2020 у Wayback Machine.]»

- членом вченої ради Вінницького національного технічного університету

- членом Наукової ради Національної академії наук України з проблеми «Неорганічна хімія»

- експертом Експертної ради МОН України (секція «Хімія») щодо проведення експертизи наукових розробок та досліджень.

## Монографії
1. Бионеорганическая химия защиты растений: монография / Б. А. Бовыкин, А. М. Омельченко, В. Г. Карцев, А. П. Ранский, К. Б. Яцимирский. — Днепропетровск, 1991. — 284 с.
2. Екологічні аспекти термічного знешкодження непридатних отрутохімікатів: монографія / В. Г. Петрук, О. Г. Яворська, А. П. Ранський, І. В. Васильківський, В. А. Іщенко, Г. Д. Петрук, С. М. Кватернюк, Р. В. Петрук, І. І. Тхор, П. М. Турчик / під ред. В. Г. Петрука. — Вінниця: Універсум-Вінниця, 2006. — 254 с. [Архівовано 10 серпня 2020 у Wayback Machine.]
3. Комплексна переробка фосфорвмісних пестицидів до екологічно безпечних продуктів та рекультивація забруднених грунтів: монографія / Р. В. Петрук, А. П. Ранський, В. Г. Петрук ; ВНТУ. — Вінниця: ВНТУ, 2014. — 136 с. — ISBN 978-966-641-585-4.
4. Композиційні мастильні матеріали на основі тіоамідів та їх комплексних сполук. Синтез. Дослідження. Використання: монографія / А. П. Ранський, С. В. Бойченко, О. А. Гордієнко Н. О. Діденко, В. А. Волошинець ; ВНТУ ; за ред. А. П. Ранського. — Вінниця: ВНТУ, 2012. — 328 с. — ISBN 978-966-641-457-4.
5.Реагентна переробка та раціональне використання екологічно небезпечних сірковмісних пестицидних препаратів: монографія / І. І. Безвозюк, В. Г. Петрук, А. П. Ранський ; ВНТУ. — Вінниця: ВНТУ, 2010. — 180 с. — ISBN 978-966-641-389-8.
6. Синтез, будова і реакції комплексоутворення ароматичних і гетероциклічних тіоамідів: монографія / А. П. Ранський, М. В. Євсєєва ; ВНТУ. — Вінниця: ВНТУ, 2009. — 128 с. — ISBN 978-966-641-321-8.
7. Технології переробки хлорвмісних пестицидних препаратів з одержанням присадок до олив та інгібіторів корозії: монографія / О. А. Гордієнко, А. П. Ранський ; ВНТУ. — Вінниця: ВНТУ, 2015. — 152 с. — ISBN 978-966-641-617-2.
8. Formation of copper (II) coordination compounds under the friction process and their impact on the tribotechnical characteristics of the lubricating compositions: monograph / A. Ranskiy, O. Gordienko, Т. Titov, N. Didenko // Selected aspects of providing the chemmotological reliability of the engineeringpa / under the general editorship of prof. Sergii Boichenko. — Kyiv: Center for Educational Literature, 2019. — Part 2.2. — PP. 98-112.